# Андрија Горјански
Андрија I Горјански (умро после 1330.) је био угарски великаш, родоначелник палатинске гране великашке породице Горјански.

## Биографија
Андрија је био син Стјепана I Горјанског који је између 1296. и 1300. године играо важну улогу у Пожешкој и Вуковској жупанији. Стјепан је после 1300. године поставо мачвански бан. Поред Андрије, имао је још двојицу синова: Павла I и Ивана II. Андрија се спомиње у документима од 1317. до 1330. године више пута. Углавном су то парнице са браћом или рођацима око поседа. Имао је поседе у Вуковској и Барањској жупанији, као и у Бодрогу, Тамишкој и Арадској жупанији. Био је ожењен неименованом ћерком Ладислава Невне. Са њом је имао два сина:
- Павла IV, спомиње се у исправама до 1356. године
- Николу I (умро 25. јула 1386.), мачвански бан (1359-1375) и угарски палатин (1375-1386).